# Полом (Глазовський район)
Поло́м (рос. Полом) — присілок у складі Глазовського району Удмуртії, Росія.

## Населення
Населення — 32 особи (2010; 58 в 2002).
Національний склад станом на 2002 рік:
- удмурти — 90 %

## Урбаноніми[3]
- вулиці — Лучна, Поломська, Пизепська